# 沐汙癖

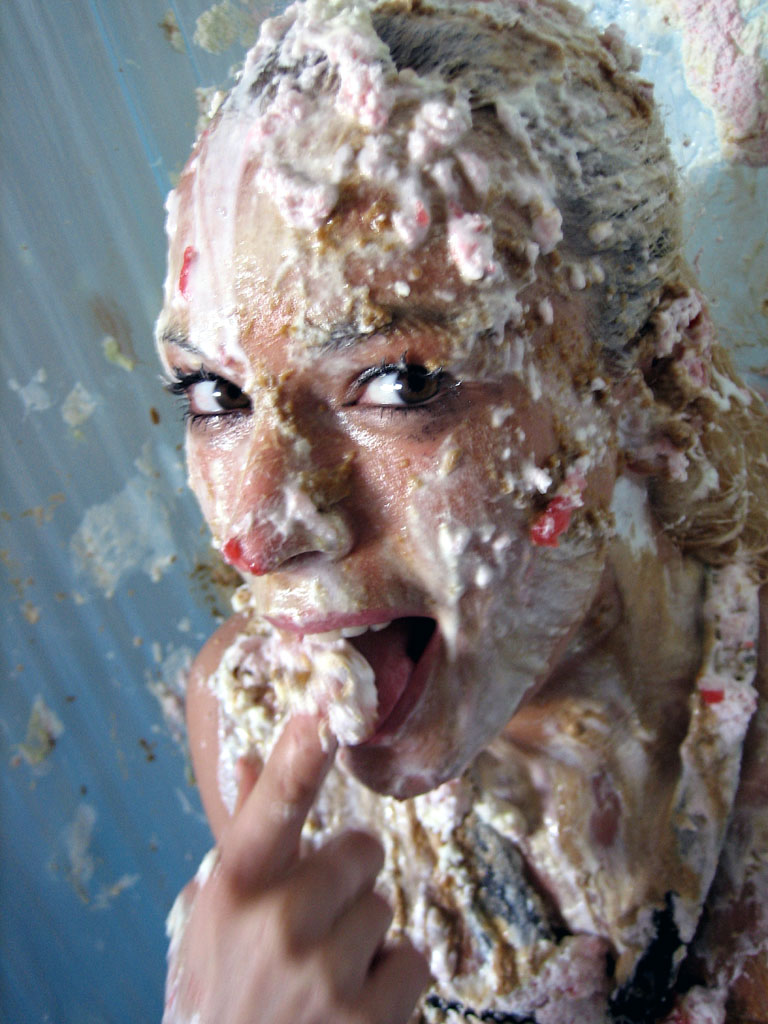
被砸派的女性

沐汙癖是對濕漉與髒亂狀態的性偏好（英語：（WAM）或），當事人會渴望大量的此類物質沾染在裸露的皮膚、臉部或衣服上。有一些網站專門為此而設置。
許多沐汙癖者會被沾染至皮膚上的潮濕或髒亂物質喚起性慾，而有些則是只喜歡看別人被弄濕或弄髒。當事人可能會把鮮奶油派或刮鬍泡派砸在自己身上、往自己身上倒黏液或是坐在蛋糕上。另一些常見的做法包括在穿著衣服時，把物質倒進衣服裡，在這種情況下的衣服可以是一般休閒服飾、辦公室套裝、婚禮禮服、泳裝或內衣，也可以是乳膠、PVC、工業用服裝、童裝、皮革製品或舊衣服。許多沐汙癖者較偏好白色的物質。
沐汙癖者經常使用的物質包括打發的鮮奶油、生雞蛋、牛奶、潤滑液（見潤滑液play）、顏料、油、泥、布丁、巧克力醬、果汁、啤酒、焗豆、糖蜜、番茄醬、冰淇淋、花生醬、黏糊、蛋糕麵糊等。
對於糞便、尿液、嘔吐物、精液、女性潮射液體等體液的偏好不被視為沐汙癖的一種，前三者分別屬於嗜糞癖、戀尿癖和戀嘔癖，而後兩者在主流色情中相當常見。
由愛好者和製片商製作的沐汙癖影片可能會包括裸露和性行為，而有一些則沒有，沒有涉及裸露的相關影片可以在公開的影片分享網站上、例如YouTube上找到。

## 與其它戀物癖的聯集
沐汙癖和服裝破壞癖之間有一些聯集，一些沐汙癖愛好者會在一開始時穿著整齊清潔的衣服，而且通常是很正式的衣服，接著、他們會用剪刀之類的利器把身上的服裝剪得破破爛爛，可能會弄得衣衫襤褸或一絲不掛。沐汙癖有時候也會與綁縛相關，被綁縛的對象在被綑綁後，可能會淹沒在濕潤或髒亂的物質中。